# TKB-022PM
TKB-022PM nº 1 (ТКБ-022ПМ № 1), TKB-022PM nº 2 (ТКБ-022ПМ № 2) e TKB-022PM5 nº 1 (ТКБ-022ПМ5 № 1) eram fuzis de assalto bullpup soviéticos, capazes de fogo automático, com câmara para o cartucho 7,62×39mm (TKB-022PM nº 1 e TKB-022PM nº 2) e o cartucho 5,6×39mm (TKB-022PM5 nº 1), desenvolvido pelo projetista de armas leves alemão A. Korobov na década de 1960.
As armas eram operadas a gás com um pistão anular de gás localizado ao redor do cano e um ferrolho que se movia verticalmente, o que permitia minimizar o comprimento do grupo do receptáculo. Um compactador/extrator em forma de U era usado para pôr o cartucho na câmara e extraí-lo, empurrando-o para dentro da câmara onde, após a descarga, era puxado para trás da câmara e novamente, ao pôr o novo cartucho na câmara, empurrado para frente e ligeiramente para cima em um tubo de ejeção acima do cano onde finalmente sai acima do cano. Devido a este mecanismo de ejeção, era possível disparar tanto na posição do braço direito quanto no esquerdo.
Essas armas tinham a melhor relação comprimento do cano em relação ao comprimento total entre os fuzis de assalto. Disparando de uma posição instável, o TKB-022PM nº 1 e o TKB-022PM nº 2 tiveram precisão três vezes melhor que o AKM. O TKB-022PM5 nº 1 teve melhor precisão do que o AKM quando disparado em uma posição deitada a uma distância de 100 metros.
Embora esses fuzis de assalto tivessem um bom desempenho, eles foram rejeitados pelo exército soviético por serem muito radicais na época. Além disso, havia preocupações sobre o deslocamento do centro de gravidade para a extremidade traseira da arma e a durabilidade do invólucro de plástico da arma durante operações prolongadas em condições difíceis ou durante o armazenamento.